# Arroes
Arroes es una parroquia española del concejo de Villaviciosa, en Asturias. En 2020 contaba con una población de 416 habitantes según el INE.
Está situada a 11 kilómetros de la capital del concejo, Villaviciosa. Limita al norte con las parroquias de Quintueles y Castiello, al sur con las de Peón y Niévares, al oeste con la de Deva, perteneciente al concejo de Gijón y al este con la de San Justo.

## Localidades
La parroquia está formada por las siguientes poblaciones:
- Arriba (El Barru Riba), barrio
- Fonduxu (El Fonduxu), aldea
- Melendreras (Les Melendreres), casería
- La Nava (Ñava), lugar
- El Puente (El Puente Arroes), casería
- La Rionda, casería
- San Miguel (Samiguel de Llonxes), aldea

## Demografía
| Gráfica de evolución demográfica de Arroes entre 2000 y 2020       |
|                                                                    |
| Población de derecho (2000-2020) según el padrón municipal del INE |

## Patrimonio
- Iglesia de Santa María.[3]